# کاستاخا
کاستاخا (به لاتین: Kastakha) یک منطقهٔ مسکونی در روسیه است که در جمهوری آلتای واقع شده‌است.